# Robin Hill (biokemiker)
Robert Hill FRS
 (født 2. april 1899, død 15. marts 1991), kendt som Robin Hill, var en britisk biokemiker, der demonstrerede 'Hillreaktionen' i fotosyntese i 1939, der bevidste at  oxygen bliver udviklet under den lyskrævende fase af fotosyntese. Han har også lavet store bidrag til udviklingen af Z-skemaet i oxygen-fotosyntese.